# Apokalypse
En apokalypse (af oldgræsk: ἀποκάλυψις, åbenbaring eller afsløring) er et skrift og en litteraturform, der beskriver fremtidige begivenheder gennem åbenbaringer. Ofte er temaet verdens undergang. Apokalypser er ofte anvendt i kristne og hellenistisk jødiske skrifter.
I Johannes' Åbenbaring, den sidste bog i det Nye Testamente, betegner ordet det godes endegyldige triumf over det onde og dermed afslutningen på den nuværende æra, hvilket også er ordets primære betydning og kan dateres tilbage til år 1175. I moderne sprogbrug bruges apokalypse om enhver profetisk åbenbaring, især om verdens sidste tid eller undergang.